# Jürgen Abromeit
Jürgen Abromeit (* 12. November 1960 in Holzhausen (Georgsmarienhütte)) ist ein deutscher Manager. Er war zwischen 2012 und 2018 Vorstandsvorsitzender der INDUS Holding in Bergisch Gladbach, seit 2018 ist er dort Aufsichtsratsvorsitzender.

## Leben
Nach seiner Ausbildung zum Bankkaufmann bei der Dresdner Bank AG Osnabrück durchlief Abromeit Stationen im Firmenkundengeschäft und im Investmentbanking der Dresdner Bank und der Commerzbank in Osnabrück, Bremen, Hamburg und Frankfurt.
1998 wechselte er als Leiter Finanzen zur Unternehmensgruppe Georgsmarienhütte (GMH). Während seiner 11-jährigen Tätigkeit für die Georgsmarienhütte Holding GmbH mit Sitz in Hamburg und Georgsmarienhütte übernahm Abromeit die Geschäftsführung mehrerer Tochterunternehmen und baute später den Geschäftsbereich Anlagenbau mit insgesamt neun Tochterunternehmen auf, den er bis zu seinem Ausscheiden 2008 als Teilkonzernvorstand verantwortete. Zu den Tochterunternehmen gehörten unter anderen die IAG Industrie- und Anlagenbau GmbH, die EICKHOFF Industrie-Anlagenbau GmbH und die Kranbau Köthen GmbH.
Ab 2008 war Abromeit Mitglied des Vorstands der INDUS Holding AG, dem er seit 2012 vorsaß. Er verantwortete die Bereiche Strategie, M&A, Finanzierung und Kommunikation und die direkte Führung von Beteiligungsunternehmern. Die INDUS-Gruppe ist heute die größte börsennotierte Beteiligungsgesellschaft in Deutschland. Zum 30. Juni 2018 hat er sein Amt als Vorstandsvorsitzender niedergelegt. Im November 2018 wurde Abromeit zum Vorsitzenden des Aufsichtsrats der INDUS Holding AG gewählt.
Anfang 2019 gründete Jürgen Abromeit in Osnabrück die A-Xellence AG. Mit den Schwerpunktthemen Finance und M&A begleitet A-Xellence Unternehmensführungen im Mittelstand, Familienunternehmen, börsennotierten Gesellschaften sowie institutionelle Investoren und wirtschaftsnahe Organisationen in wirtschaftlichen und strategischen Entscheidungsprozessen.
Seit Mai 2024 ist Jürgen Abromeit zudem Geschäftsführer der Windmöller GmbH, einem ostwestfälischen Bodenbelagshersteller mit Sitz in Augustdorf. „Mit der Übernahme von 30 Prozent der Anteile an der Windmöller GmbH wird Jürgen Abromeit auch Mitgesellschafter des Familienunternehmens, während Annika und Matthias Windmöller über Ihre Beteiligungsgesellschaft, die Windmöller Holding, mit 70 % Hauptgesellschafter der Windmöller GmbH bleiben.“
Jürgen Abromeit ist verheiratet und hat zwei Kinder.

## Engagements
Jürgen Abromeit ist seit 2017 Mitglied des Beirats der Wickeder Group, seit 2023 im Beirat der Dango & Dienenthal Group.